# Diocèse d'Iztapalapa
Le diocèse d'Iztapalapa (en latin : en latin : Dioecesis Iztapalapana ; en espagnol : Diócesis de Iztapalapa) est un diocèse de l'Église catholique du Mexique, suffragant de l'archidiocèse de Mexico.

## Territoire
Il comprend la délégation d'Iztapalapa, qui est une des seize divisions territoriales de Mexico ce qui représente un territoire d'une superficie de 117 km2 divisé en 101 paroisses.
Le siège épiscopal est dans le quartier d'Iztapalapa de Mexico où se trouve la cathédrale Notre-Seigneur-de-La-Cuevita (es).

## Historique
Le diocèse est érigé le 28 septembre 2019 par la constitution apostolique Qui mandavit par le pape François en prenant une partie du territoire de l'archidiocèse de Mexico dont Iztapalapa devient suffragant.

## Évêques
- Jesús Antonio Lerma Nolasco (28 septembre 2019 - 14 août 2021)
- Jorge Cuapio Bautista, depuis le 14 août 2021